# Бонитет
Боните́т (от лат. bonitas — добротность, высокое качество) — количественный показатель, отражающий реальное или потенциальное качество природных объектов (животных, растений, почв), определяющий их экономическую ценность. Процесс оценки природного объекта и установления его бонитета называется бонитировкой. Термин и процедура бонитировки исходят из практики лесного хозяйства.

## Бонитировка в животноводстве
В животноводстве бонитировкой называется определение племенной ценности племенной продукции в целях её дальнейшего использования. При этом под «племенной продукцией» понимаются как сами племенные сельскохозяйственные животные, так и их семя и эмбрионы, а под «племенной ценностью» — уровень генетического потенциала племенной продукции с точки зрения хозяйственно полезных признаков потомства. 
Проводится бонитировка на основании комплекса признаков — как племенных, так и продуктивных. Животное получает баллы за каждый оцениваемый показатель, а затем по сумме баллов определяют его бонитировочный класс. 
Для каждого биологического вида оцениваемых животных действует своя система классов. Сведения, полученные в ходе текущей бонитировки, сопоставляются со сведениями прошлых лет. С целью упрощения записи бонитировочных данных используется система условных обозначений и сокращений — так называемый бонитировочный ключ.

## Бонитировка в почвоведении
Бонитировка почв до революции была научно необоснованным односторонним методом определения плодородия почвы на основе химического и механического анализа почв и данных урожайности. В дореволюционной России бонитировку почв производили земские учреждения, данные которых использовались для налоговых целей.
В настоящее время бонитировка почв заменена углубленной агрономической характеристикой почв, слагающейся из изучения всей совокупности непрерывно происходящих в почве процессов (водный, пищевой, солевой, биологический режимы) с учётом технической вооруженности социалистического хозяйства и применяющихся способов обработки и удобрения почвы. При этом большое внимание уделяется составлению и изучению истории полей.
Бонитировка почв — сравнительная характеристика качества земельных угодий в баллах на основе почвенных обследований. Используется для экономической оценки земли, ведения земельного кадастра, мелиорации и т. д..
Бонитет почв позволяет точно прогнозировать урожайность сельскохозяйственных культур, он также учитывается при определении стоимости земли, величины налогов, арендной платы и т. д.
Определение балла бонитета почв осуществляется в следующей последовательности:
- установление методами статистического анализа признаков и свойств почв, существенно влияющих на их плодородие;
- расчёт средних физических значений отобранных признаков и свойств почв;
- пересчёт на основе корреляционно-регрессионного анализа физических значений признаков и свойств почв в зависимости от их влияния на урожайность сельскохозяйственных культур в относительные величины — баллы;
- расчёт среднего геометрического балла по совокупности признаков и свойств по разновидностям (группам) почв;
- расчёт совокупного почвенного балла путём корректировки среднего геометрического балла на негативные свойства, снижающие плодородие почв (переувлажнённость, эродированность, засолённость и т. д.)

Бонитет почвы — интегральная оценка производительности почвы. Обычно при оценке бонитета почвы используется 100-балльная шкала, в 100 баллов оценивается почва, дающая самый высокий урожай, — выщелоченный чернозём, который не нарушен эрозией. Серые лесные почвы оцениваются в 60—80 баллов, подзолистые, каштановые или горные неполноразвитые — в 30—60 баллов.